# Adolf von Bonsdorff
Adolf von Bonsdorff, född 14 oktober 1862 i Helsinge, död 31 mars 1928 i Helsingfors, var en finländsk friherre, skolmedarbetare och politiker. Han var sonson till Johan Gabriel von Bonsdorff och halvbror till Hjalmar Gabriel von Bonsdorff.
von Bonsdorff bedrev naturvetenskapliga och pedagogiska studier i utlandet, tjänstgjorde som lärare och rektor i olika skolor i södra Finland 1886–1901, och var inspektor vid Helsingfors folkskolor 1901–1908. Han var inspektör för Finlands uppfostringsanstalter 1909–1914.
Under första världskriget vistades von Bonsdorff mestadels utomlands, bland annat besökte han Sverige, där han försökte skapa förståelse för Finlands självständighetssträvanden. 1918 var han legationsråd vid finländska beskickningen i Berlin, och fungerade 1918–1924 som skolråd och chef för skolstyrelsernas barnskyddsavdelning.
von Bonsdorff tjänstgjorde även 1922–1923 som tillförordnad landshövding i Nylands län 1922–1923 och utnämndes 1924 till överinspektor och byråchef vid socialministeriet samt överinspektör vid det finländska barnskyddsväsendet.
von Bonsdorff har utgett talrika skrifter på såväl svenska som finska om barnavård och ungdomsskydd. I partipolitiken deltog von Bonsdorff inte direkt men framträdde under ryska tiden som en oböjlig motståndare till förryskningssträvandena.